# Captain Morgan
Captain Morgan is een rum of een op rum gebaseerde sterke drank die geproduceerd wordt door Diageo. De drank is vernoemd naar de 17e-eeuwse piraat Henry Morgan en is afkomstig uit Jamaica. 

## Historie
Het Canadese destilleerderij concern Seagram begon in 1944 met de productie van Captain Morgan Rum. Daarvoor nam het Canadese bedrijf in 1953 de Long Pond Sugar Factory met de bijbehorende Long Pond Distillery over in Clarke’s Town, Jamaica. Van de hier geproduceerde rum maakte Seagram een gekruide rum (spiced rum) volgens een oud familierecept van de Levy Brothers, twee Jamaicaanse apothekers uit Kingston. Het familierecept van deze broers diende als inspiratie voor de huidige Captain Morgan Original Spiced.
In 1977 zijn de suikerrietplantages aangekocht door de Jamaicaanse overheid. In 1980 werd het Jamaicaanse staatsbedrijf National Rums of Jamaica Ltd. betrokken bij de destillatie activiteiten van Long Pond Distillery.
Seagram verkocht in 2001 zijn drankendivisie. Het merk Captain Morgan kwam in handen van de drankenmultinational Diageo.

## Productieproces
Captain Morgan wordt gedistilleerd uit suikerriet. De karakteristieke smaak wordt gevormd door een combinatie van het type gist, de destillatie, de verouderingsomstandigheden en het mengproces. De rum wordt geproduceerd uit melasse, water, puree en gist. Na de distillatie wordt de heldere drank maximaal een jaar gerijpt in eiken vaten. Hier krijgt de drank haar gouden kleur en worden de kruiden ("spices") uit het Caribisch gebied toegevoegd. 
Europese richtlijnen staan geen aroma's of kruiden toe als toevoeging, wel karamel als kleurstof. De met kruiden verrijkte sterke drank op basis van rum mag daarom in de Europese Unie niet als rum worden verkocht.

## Soorten
- Original Spiced
- Original Spiced Gold
- Dark Rum
- Parrot Bay
- Lime Bite
- Private Stock
- Silver Spiced
- Tattoo
- 100 Proof
- Deluxe Dark
- Long Island Iced Tea
- White Rum
- Tiki Mango & Pineapple
- Sliced Apple Spiced Rum